# Lucerne (Wyoming)
Lucerne é uma Região censo-designada localizada no estado norte-americano de Wyoming, no Condado de Hot Springs.

## Demografia
Segundo o censo norte-americano de 2000, a sua população era de 525 habitantes.

## Geografia
De acordo com o United States Census Bureau tem uma área de
53,0 km², dos quais 51,3 km² cobertos por terra e 1,7 km² cobertos por água.

## Localidades na vizinhança
O diagrama seguinte representa as localidades num raio de 76 km ao redor de Lucerne.